# Los hombres que no amaban a las mujeres
Los hombres que no amaban a las mujeres (orig. Män som hatar kvinnor, lit. Hombres que odian mujeres) es una novela del autor y periodista sueco Stieg Larsson, la primera de su Trilogía Millennium. Con su muerte en noviembre de 2004 dejó tres novelas inéditas que se agruparon en la trilogía. Se convirtió en un éxito de ventas póstumo en Europa. La traducción al español de Martin Lexell y Juan José Ortega Román se realizó directamente del sueco (no así el título, que se tradujo de la edición francesa) y se publicó en junio de 2008 a través de Ediciones Destino.

## Introducción
Es una novela negra que se sitúa en un complicado fraude financiero internacional y el pasado mal enterrado de una rica familia industrial sueca a lo largo del siglo XX. A través de su personaje principal, se refiere al clásico ambiente del género de película de suspenso y crimen mientras estilísticamente sigue y mezcla los aspectos de otros subgéneros. Hay menciones de Enid Blyton, Agatha Christie y Dorothy L. Sayers; así como Sue Grafton, Val McDermid, Sara Paretsky y varias figuras clave en la historia de la novela policíaca. Como periodista y redactor de una revista en Estocolmo hasta su muerte, Larsson revela su conocimiento y afición tanto por la novela policíaca inglesa como por la estadounidense. Él declaró que escribió su obra por las tardes después del trabajo para su propio placer.
Las ciudades mencionadas son reales, a excepción de Hedestad/Hedeby (si bien existe un sitio arqueológico vikingo-danés, hoy en Alemania, llamado "Hedeby"). La revista Millennium tiene marcados paralelos con el periódico Expo en el cual trabajaba Larsson como periodista y redactor (ambos afrontaban serias dificultades financieras y presiones por sus críticas).
Esta novela forma parte de la trilogía Millennium –es el primero de los tres libros– y, desde el momento de su publicación, unos meses después de la muerte de Larsson –el escritor y periodista falleció víctima de un infarto pocos días después de entregar el último borrador a su editor–, se ha convertido en líder de ventas no sólo en el país de origen del escritor, Suecia, sino también en muchos otros lugares del mundo, como Reino Unido, Francia, Italia, España y Argentina.

## Argumento
Cuando Mikael Blomkvist es sentenciado por difamar al empresario Hans-Erik Wennerström, su papel como editor en jefe de la revista económica Millennium, que dirige junto a Erika Berger, queda relegado a un segundo plano. Aprovechando la situación, Henrik Vanger, exdirector de la Corporación Vanger, una de las empresas más importantes de Suecia, le propone un trato: escribir un libro sobre su imperio y su extensa familia y, a la vez, investigar la misteriosa desaparición en 1966 de Harriet, la sobrina de Vanger. Blomkvist accede, porque Vanger le ofrece información reveladora sobre Wennerström a cambio de su ayuda.
Durante su retiro en el pequeño pueblo de Hedestad, al norte de Suecia, y principal residencia del clan Vanger, Blomkvist conocerá a varios miembros de la familia. Va descubriendo varias causas de disputas graves: el reparto de las acciones de la compañía entre muchos socios minoritarios que son todos parientes; el pasado nazi de varios de sus miembros, y la clave del misterio en torno a la misteriosa desaparición de Harriet Vanger.

## Personajes
- Mikael Blomkvist, periodista y copropietario de la revista mensual Millennium. En forma burlona lo llaman "Kalle Blomkvist", un niño-detective que aparece en varias novelas infantiles de Astrid Lindgren.
- Lisbeth Salander, una hacker de 24 años, antisocial e inteligente.
- Henrik Vanger, exdirector (jubilado) de la Corporación Vanger.
- Hans-Erik Wennerström, un industrial sueco, objetivo de Blomkvist para desenmascarar sus corruptos tejemanejes.
- Harriet Vanger, sobrina de Henrik que desapareció hace 36 años.
- Martin Vanger, hermano de Harriet, actual director de la Corporación Vanger.
- Nils Bjurman, abogado corrupto, tutor legal de Lisbeth Salander.
- Cecilia Vanger, hija de Harald Vanger, una sobrina de Henrik.
- Erika Berger, editora y coproprietaria de Millennium. Amiga y amante de Mikael Blomkvist.
- Dirch Frode, abogado de la Corporación Vanger. Principal amigo, asistente y albacea de Henrik Vanger.
- Dragan Armanskij, director de la compañía de seguridad Milton Security, jefe y protector de Lisbeth Salander.
- Miriam Wu (Mimmi), mejor amiga y amante de Lisbeth Salander.
- Christer Malm, director de fotografía y copropietario de Millennium.
- Anita Vanger, hermana de Cecilia Vanger, sobrina de Henrik y amiga de Harriet.

## Localidades
- La localidad ficticia sueca de Hedestad y la isla de Hedeby, escena de un antiguo crimen.
- Estocolmo (barrio de Södermalm, principalmente) y el archipiélago de Estocolmo, donde viven Mikael, Erika y Lisbeth.
- Norsjö en Västerbotten, en el norte de Suecia.
- Algunas escenas tienen lugar también en Londres, Zürich, Málaga y en el campo de Australia.